# Hanstjärnen, Lappland
Hanstjärnen är en sjö i Vilhelmina kommun i Lappland och ingår i Ångermanälvens huvudavrinningsområde. Sjön har en area på 0,0775 kvadratkilometer och ligger 361 meter över havet.

## Delavrinningsområde
Hanstjärnen ingår i det delavrinningsområde (715657-155053) som SMHI kallar för Inloppet i Skärsjön. Medelhöjden är 405 meter över havet och ytan är 24,04 kvadratkilometer. Det finns inga avrinningsområden uppströms utan avrinningsområdet är högsta punkten. Hansatjärnbäcken som avvattnar avrinningsområdet har biflödesordning 2, vilket innebär att vattnet flödar genom totalt 2 vattendrag innan det når havet efter 256 kilometer. Avrinningsområdet består mestadels av skog (68 procent) och sankmarker (17 procent). Avrinningsområdet har 0,08 kvadratkilometer vattenytor vilket ger det en sjöprocent på 0,3 procent.